# Kloster Sitzenkirch

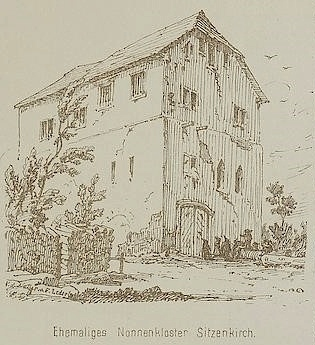
Das ehemalige Nonnenkloster in Sitzenkirch.

Das Kloster Sitzenkirch war ein kleines Benediktinerinnenkloster in Sitzenkirch im Landkreis Lörrach. Heute ist die einstige Klosterkirche die Evangelische Kirche Sitzenkirch.

## Geschichte
Die erste urkundliche Erwähnung als „Sitzenkirken“ erfolgte 1120 in Zusammenhang mit der Gründung eines benediktinischen Frauenklosters, das auf dem Boden einer Schenkung durch die Ortsadligen von Kaltenbach an das Kloster St. Blasien zur Zeit des Seligen Abtes Rustenus entstand. Ida von Kaltenbach und ihre Tochter Himmeltrudis werden genannt. Die geistliche Betreuung erfolgte durch den Propst von Bürgeln.
Das benachbarte Kloster Gutnau wurde gemäß der Nachricht aus dem Liber Originum des Abtes Caspar Molitoris von Guta, einer Nonne aus dem Kloster Sitzenkirch, mit Hilfe einer erhaltenen Erbschaft im Jahr 1181 gegründet.
Kloster und Dorf Sitzenkirch wurden 1272 Opfer einer Fehde (Neuenburger Krieg 1272/73) zwischen Rudolf I. von Habsburg und dem Bischof von Basel, Heinrich III. von Neuenburg-Erguel. Ein Brand zerstörte das Kloster bis auf die Grundmauern, auch Teile des Ortes waren betroffen. Die jetzige Kirche im romanischen Stil konnte am 12. Januar 1277 mit zwei Altären durch Weihbischof Inzeler zu Ehren Jesu Christi, Marias, der Heiligen Hilarius, Nikolaus und Cycillia sowie der Heiligen Benedikt und Blasius geweiht werden. Einen weiteren Altar stiftete 1305 Königin Agnes von Ungarn, der auf der Westempore stand und den Nonnen vorbehalten war. Dieser vom Basler Bischof von Basel 1309 konsekrierte Altar war den 10000 Märtyrern sowie dem heiligen Benedikt geweiht. Einen vierten Altar erhielt das Gotteshaus 1371, der vom Markgrafen Otto (1302–1384) und seinem Neffen Rudolf III. (1343–1428) gestiftet wurde.
Im 13. und 14. Jahrhundert wurde das Kloster und die Klosterkirche als Grablege der Markgrafen von Hachberg-Sausenberg genutzt, deren Stammsitz, die um 1240 erbaute Sausenburg unweit des Klosters lag. Rudolf III. und Otto, stifteten der Kirche 1366 den Altar zum Heiligen Kreuz. Markgraf Otto wurde 1384 in der Kirche zu Sitzenkirch beigesetzt. An ihn und seine ebenfalls in der Kirche beigesetzten Verwandten, Markgraf Heinrich († 1318) und Markgraf Hugo († 1448) erinnern mit Wappen geschmückte Grabplatten.

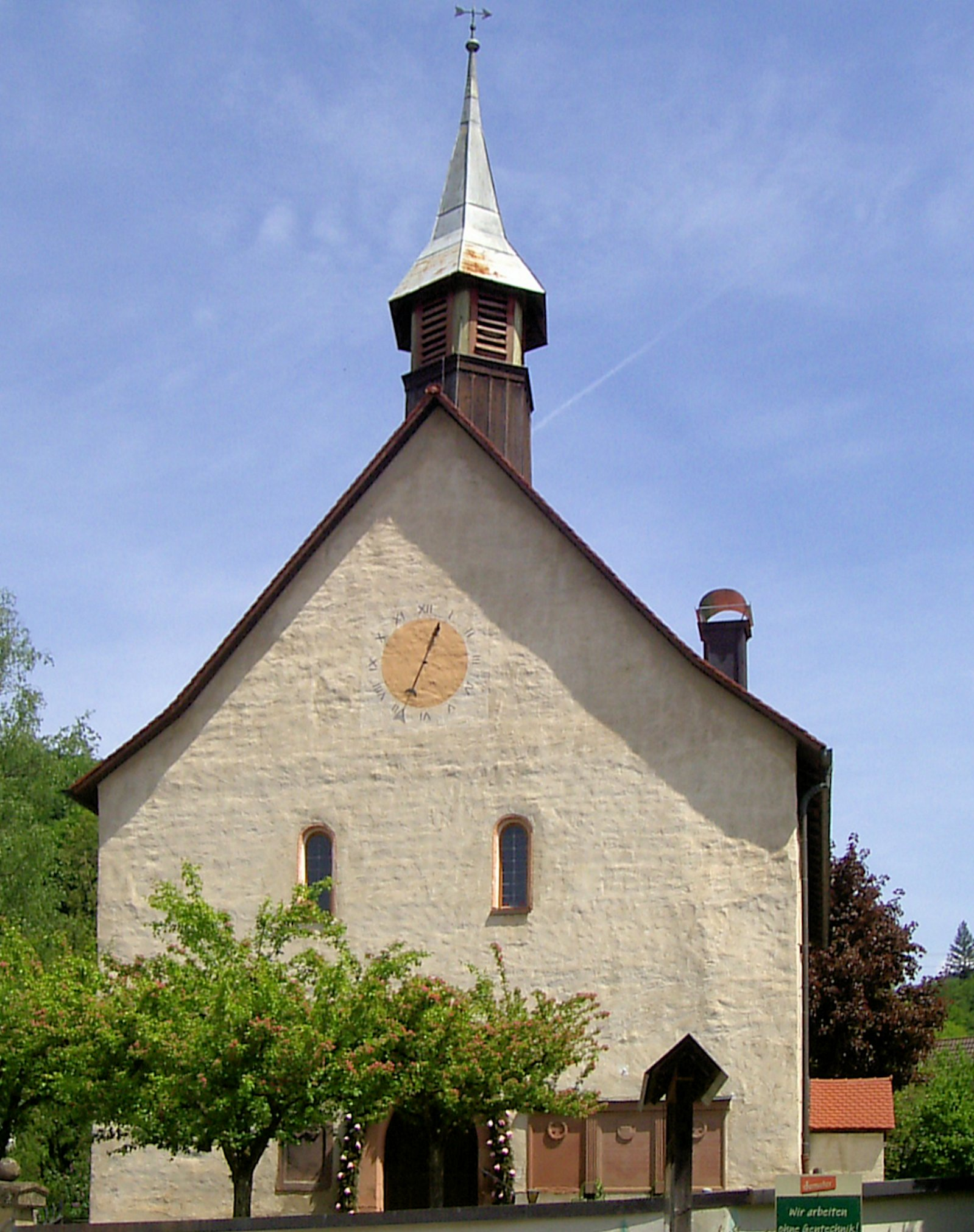
Evangelische Kirche Sitzenkirch

Das Kloster wurde 1492 als selbstständige Propstei in das Kloster St. Blasien eingegliedert. Im Bauernkrieg wurde am 3. Mai 1525 das ganze Dorf und das Kloster verwüstet, nur die Kirche blieb verschont. Die Nonnen flüchteten nach Basel und kehrten nicht mehr zurück, das Kloster St. Blasien setzte einen Klosterbruder als Schaffner ein, der den Klosterbesitz verwaltete; ab 1582 verwalteten weltliche Schaffner das Klostergut.
Die dem Heiligen Hilarius geweihte Kirche soll eine im 3. Jahrhundert errichtete Kapelle keltischer Christen gewesen sein. Das keltische Wort sizen für „klein“ ließe die Ortsnamensbedeutung „kleine Kirche“ zu. Die erste schriftliche Erwähnung geht auf das Jahr 1145 zurück. Eine Stiftungsurkunde des damaligen Klosters in Sitzenkirch vom 3. November 1151 belegt die Übergabe an das Kloster St. Blasien. Jenes wurde infolge eines Krieges mehrerer Adliger gegen den Basler Bischof und die Stadt Neuenburg im Jahr 1272 zerstört und die Kirche stark beschädigt.
Nach einem Brand im Jahr 1493 entstanden zwei Fenster mit einfach profilierten Sandsteinrahmen in der Nord- und drei in der Südwand des Langhauses. In den folgenden Jahrhunderten, unter anderem bedingt die Plünderung im Bauernkrieg am 3. Mai 1525 verschlechterte sich der Zustand des Gebäudes.